# 鄒緝
鄒緝（すう しゅう、生年不詳 - 1422年）は、明代の官僚。字は仲熙、号は素庵。本貫は吉安府吉水県。

## 生涯
洪武年間、明経に挙げられ、星子県教諭に任じられた。1398年（洪武31年）、入朝して国子助教となった。1402年（建文4年）、永楽帝が即位すると、鄒緝は翰林院侍講に抜擢された。1407年（永楽5年）、左中允を兼ねた。国子監の事務をたびたび代行し、『太祖実録』や『永楽大典』の編纂に参与した。
1421年（永楽19年）、三殿で火災があり、永楽帝が直言を求める詔を出すと、鄒緝は北京城建設のための動員の苛酷さと貪官汚吏の横行を批判する上疏をおこなった。その上奏は帝に顧みられなかった。このとき時政を批判した李時勉・羅汝敬らは獄に下され、鄭維桓・何忠・羅通・徐容・柯暹らは交趾に左遷されたが、鄒緝は高公望・楊復らとともに処罰されなかった。10月、鄒緝は左春坊左庶子となった。1422年（永楽20年）9月庚申、在官のまま死去した。著書に『素庵集』10巻があった。
子の鄒循は1430年（宣徳5年）に翰林院待詔となった。1433年（宣徳8年）、鄒循は父母のために贈官を求めた。宣徳帝は鄒緝が正道を説いた良臣であるとして、贈官を与えるよう吏部に命じた。